# Marina di Massa
Marina di Massa ist eine Ortschaft, die zur Gemeinde Massa in Italien gehört. Der Badeort liegt am Tyrrhenischen Meer in der Provinz Massa-Carrara (Toskana). Er hat 19.092 Einwohner.  Massa und Marina di Massa sind durch die Autostrada Azzurra und ein Industriegebiet voneinander getrennt. Am westlichen Rand zu Marina di Carrara liegen 33 Campingplätze. In der Nähe befinden sich die Marmorsteinbrüche von Carrara.

## Marina di Massa als Drehort
Der Ort stellt den Hintergrund und Kulisse eines der Filmwerke der UNION Film dar, den Spielfilm Zapatas Bande aus dem Jahre 1914.

## Persönlichkeiten
- Nella Marchesini (1901–1953), Malerin und Illustratorin